# Список виконавців з найбільшою кількістю підписників на Spotify
Сайт потокової передачі музики Spotify відображає дані двох типів статистики в профілях виконавців, які використовують цю платформу: «Слухачі» та «Підписники». Користувачі можуть вказати свої симпатії щодо певного музиканта чи виконавця, «підписавшись» на них. Певні артисти отримали надзвичайно велику кількість «підписників» на платформі; ці дані перераховані нижче.
Ед Ширан є виконавцем з найбільшою кількістю підписників на Spotify, у нього їх понад 101 мільйон. Він був першим, хто перетнув позначку 50 мільйонів підписників на платформі, і є єдиним виконавцем, який досяг позначки в 100 мільйонів, зробивши це в липні 2022 року. Серед жінок у кількості підписок лідирує Аріана Ґранде з понад 82 мільйонами підписників, у грудні 2020 року вона перетнула позначку в 54 мільйони. BTS є групою з найбільшою кількістю підписників, у них понад 53 мільйони підписників.

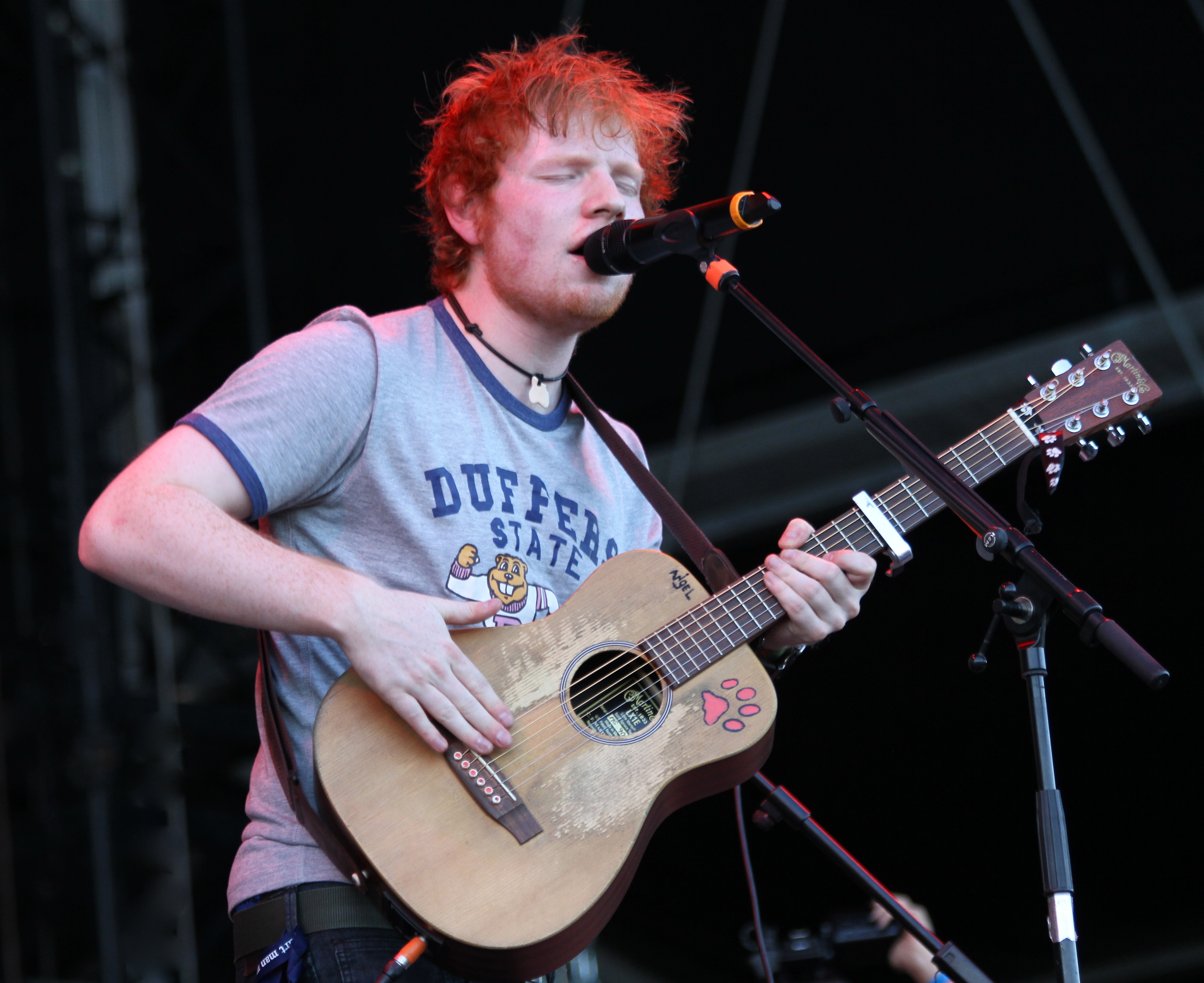
Ed Sheeran має найбільшу кількість підписників на Spotify

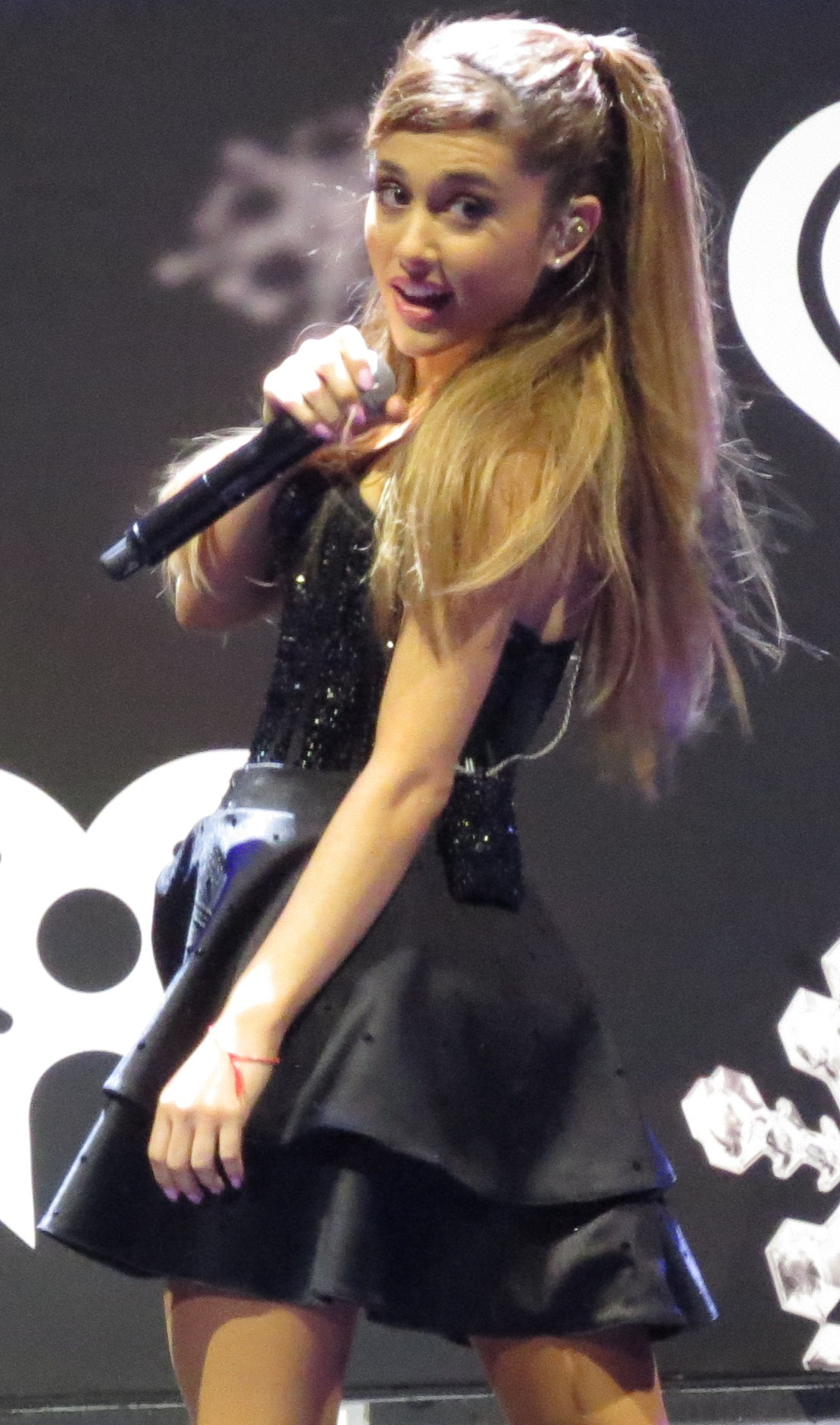
Аріана Ґранде має найбільшу кількість підписників сереж жінок на Spotify

## Список
| Місце                 | Артист            | Підписники (мільйони) | Країна            | Ref.   |
| --------------------- | ----------------- | --------------------- | ----------------- | ------ |
| 1                     | Ед Ширан          | 101.19                | Велика Британія   | [ 5 ]  |
| 2                     | Аріана Гранде     | 82.33                 | США               | [ 6 ]  |
| 3                     | Billie Eilish     | 67.63                 | США               | [ 7 ]  |
| 4                     | Дрейк             | 66.19                 | Канада            | [ 8 ]  |
| 5                     | Джастін Бібер     | 64.42                 | Канада            | [ 9 ]  |
| 6                     | Eminem            | 58.33                 | США               | [ 10 ] |
| 7                     | Тейлор Свіфт      | 56.87                 | США               | [ 11 ] |
| 8                     | Аріджіт Сінгх     | 54.82                 | Індія             | [ 12 ] |
| 9                     | BTS               | 53.50                 | Південна Корея    | [ 13 ] |
| 10                    | Bad Bunny         | 53.31                 | Пуерто-Рико       | [ 14 ] |
| 11                    | Ріанна            | 49.75                 | Барбадос          | [ 15 ] |
| 12                    | The Weeknd        | 48.57                 | Канада            | [ 16 ] |
| 13                    | Queen             | 42.84                 | Велика Британія   | [ 17 ] |
| 14                    | Бруно Марс        | 42.42                 | США               | [ 18 ] |
| 15                    | Imagine Dragons   | 41.85                 | США               | [ 19 ] |
| 16                    | Адель             | 41.19                 | Велика Британія   | [ 20 ] |
| 17                    | Шон Мендес        | 38.89                 | Канада            | [ 21 ] |
| 18                    | XXXTentacion      | 37.95                 | США               | [ 22 ] |
| 19                    | Post Malone       | 37.82                 | США               | [ 23 ] |
| 20                    | Coldplay          | 37.47                 | Велика Британія   | [ 24 ] |
| 21                    | Maroon 5          | 37.41                 | США               | [ 25 ] |
| 22                    | Селена Гомес      | 36.80                 | США               | [ 26 ] |
| 23                    | Неха Каккар       | 36.40                 | Індія             | [ 27 ] |
| 24                    | Дуа Ліпа          | 35.66                 | Велика Британія   | [ 28 ] |
| 25                    | J Balvin          | 34.84                 | Колумбія          | [ 29 ] |
| 26                    | Алан Вокер        | 34.60                 | Норвегія          | [ 30 ] |
| 27                    | Marshmello        | 34.12                 | США               | [ 31 ] |
| 28                    | Ozuna             | 33.03                 | Пуерто-Рико       | [ 32 ] |
| 29                    | Бейонсе           | 32.04                 | США               | [ 33 ] |
| 30                    | Малума            | 31.83                 | Колумбія          | [ 34 ] |
| 31                    | Blackpink         | 31.55                 | Південна Корея    | [ 35 ] |
| 32                    | Дедді Янкі        | 28.97                 | Пуерто-Рико       | [ 36 ] |
| 33                    | Каміла Кабелло    | 27.69                 | Куба              | [ 37 ] |
| 34                    | Karol G           | 27.27                 | Колумбія          | [ 38 ] |
| 35                    | One Direction     | 26.93                 | Велика Британія   | [ 39 ] |
| 36                    | Нікі Мінаж        | 25.86                 | Тринідад і Тобаго | [ 40 ] |
| 37                    | Марілія Мендонса  | 25.78                 | Бразилія          | [ 41 ] |
| 38                    | Guns N' Roses     | 25.41                 | США               | [ 42 ] |
| 39                    | Juice Wrld        | 25.21                 | США               | [ 43 ] |
| 40                    | Девід Гетта       | 24.64                 | Франція           | [ 44 ] |
| 41                    | Шакіра            | 24.47                 | Колумбія          | [ 45 ] |
| 42                    | AC/DC             | 24.14                 | Австралія         | [ 46 ] |
| 43                    | Sia               | 24.14                 | Австралія         | [ 47 ] |
| 44                    | Майкл Джексон     | 23.73                 | United States     | [ 48 ] |
| 45                    | The Beatles       | 23.35                 | Велика Британія   | [ 49 ] |
| 46                    | Ануель АА         | 23.15                 | Пуерто-Рико       | [ 50 ] |
| 47                    | Демі Ловато       | 22.98                 | США               | [ 51 ] |
| 48                    | Кельвін Гарріс    | 22.96                 | Велика Британія   | [ 52 ] |
| 49                    | Леді Гага         | 22.91                 | США               | [ 53 ] |
| 50                    | Twenty One Pilots | 22.87                 | США               | [ 54 ] |
| As of August 14, 2022 |                   |                       |                   |        |

## Дивіться також
- Список систем потокового медіа
- Список технологічних компаній Нью-Йорка
- Список пісень, які найчастіше слухають на Spotify
- Список найпопулярніших виконавців на Spotify
- Spotify